# Тейлор, Димс
Джо́зеф Димс Те́йлор (22 декабря 1885, Нью-Йорк, Нью-Йорк — 3 июля 1966[…], Нью-Йорк, Нью-Йорк) — американский композитор, музыкальный критик и музыкальный писатель

, редактор. Член Национального института искусств и литературы.

## Биография
Изначально планировал стать архитектором. В 1906 году окончил Нью-Йоркский университет, затем в 1908—1911 годах изучал музыкально-теоретические предметы под руководством О. Куна.
В 1921 году Тейлор получил должность музыкального критика в «New York World». Публиковался в различных журналах и энциклопедиях. Автор музыкально-критических статей. Пропагандист музыки.
В 1927—1929 годах редактировал журнал «Musical America» («Музыкальная Америка»), в 1936—1943 годах был музыкальным радиокомментатором.
В 1942—1948 годах был президентом Американского общества композиторов, авторов и издателей.
Дебютировал как композитор в 1916 году с кантатой «The Chambered Nautilus», за которой последовала сюита «Through the Looking-Glass» («В зазеркалье», первое музыкальное сочинение публично исполненное В. Дамрошем в Нью-Йорке, no Л. Кэрроллу, 1922). В 1918 году получил общественную похвалу и признание. По заказу Метрополитен-опера в 1927 году написал оперу «The King’s Henchman» («Королевский шут-горбун») на либретто Э. Миллей. В 1929 году создал оперу «Peter Ibbetson» («Питер Иббетсон», которая была поставлена в Метрополитен-опера в 1931 году), либретто оперы написал в соавторстве с Констанс Колльер.
В своих музыкальных сочинениях использовал джазовые средства; в некоторых его произведениях ощутимы черты юмора, часто они остроумны.
В 1940 году Димс Тейлор принимал участие в создании полнометражного музыкального мультфильма Уолта Диснея «Фантазия», в котором играл самого себя, был техническим советником и читал текст во вступлениях для каждого сегмента программы.
Ещё при жизни Тейлора называли «старейшиной американской музыки».
Похоронен на кладбище Кенсико.

## Память
- В 1967 году учреждена премия Deems Taylor Awards Американского общества композиторов, авторов и издателей.
- В 1994 году в фильме «Миссис Паркер и порочный круг» роль Тейлора сыграл актёр Джеймс Легро.

## Избранные музыкальные сочинения
- оперы (все поставлены в Нью-Йорке)
  - Эхо («The echo» — музыкальная комедия, 1909),
  - Королевский шут-горбун («The King’s Henchman», 1927),
- Питер Иббетсон («Peter Ibbetson», 1931),
- Дракон («The dragon», 1958);
- кантаты для голоса, хора и оркестра, в том числе Разбойник («The highwayman», 1914, 1950);
- для оркестра — симфонические поэмы, сюиты, в том числе Цирк приехал («Circus day», 1933);
- джазовые композиции, оркестровка Ф. Грофе, 1925, Рождественская увертюра («A Christmas overture», 1943);
- хоры;
- музыка к спектаклям драматического театра и др.

## Избранные литературные сочинения
- Of men and music, N. Y., 1937;
- The well-tempered listener, N. Y., 1940;
- Some enchanted evenings…, N. Y., 1953.